# Comitato esecutivo della Banca Centrale Europea
Il comitato esecutivo è un organo decisionale della Banca centrale europea.
Esso è formato dal Presidente della Banca centrale europea, dal vicepresidente e da quattro membri nominati dal Consiglio europeo a maggioranza qualificata. I membri sono eletti per una durata complessiva di otto anni.

## Responsabilità
Il Comitato esecutivo si occupa:
- preparazione delle riunioni del Consiglio direttivo della BCE;
- attuazione della politica monetaria dell'area euro, tenendo conto delle decisioni e degli indirizzi del Consiglio direttivo;
- impartire le istruzioni necessarie alle Banche Centrali Nazionali dei Paesi dell'area Euro;
- gestione degli affari correnti della BCE;
- esercizio di alcuni poteri, ad esempio di natura normativa, delegati al Comitato esecutivo dal Consiglio direttivo.

## Mandati
| Da                    | a                | Presidente                  | Vicepresidente                             | Membri del Comitato esecutivo  | Membri del Comitato esecutivo | Membri del Comitato esecutivo      | Membri del Comitato esecutivo    |
| Presidenza Duisenberg |                  |                             |                                            |                                |                               |                                    |                                  |
| 1º giugno 1998        | 31 maggio 2002   | Wim Duisenberg Paesi Bassi  | Christian Noyer Francia                    | Otmar Issing Germania          | Tommaso Padoa-Schioppa Italia | Eugenio Domingo Solans Spagna      | Sirkka Hämäläinen Finlandia      |
| 1º giugno 2002        | 31 maggio 2003   | Wim Duisenberg Paesi Bassi  | Lucas Papademos Grecia                     | Otmar Issing Germania          | Tommaso Padoa-Schioppa Italia | Eugenio Domingo Solans Spagna      | Sirkka Hämäläinen Finlandia      |
| 1º giugno 2003        | 31 ottobre 2003  | Wim Duisenberg Paesi Bassi  | Lucas Papademos Grecia                     | Otmar Issing Germania          | Tommaso Padoa-Schioppa Italia | Eugenio Domingo Solans Spagna      | Gertrude Tumpel-Gugerell Austria |
| Presidenza Trichet    |                  |                             |                                            |                                |                               |                                    |                                  |
| 1º novembre 2003      | 31 maggio 2004   | Jean-Claude Trichet Francia | Lucas Papademos Grecia                     | Otmar Issing Germania          | Tommaso Padoa-Schioppa Italia | Eugenio Domingo Solans Spagna      | Gertrude Tumpel-Gugerell Austria |
| 1º giugno 2004        | 31 maggio 2005   | Jean-Claude Trichet Francia | Lucas Papademos Grecia                     | Otmar Issing Germania          | Tommaso Padoa-Schioppa Italia | José Manuel González-Páramo Spagna | Gertrude Tumpel-Gugerell Austria |
| 1º giugno 2005        | 31 maggio 2006   | Jean-Claude Trichet Francia | Lucas Papademos Grecia                     | Otmar Issing Germania          | Lorenzo Bini Smaghi Italia    | José Manuel González-Páramo Spagna | Gertrude Tumpel-Gugerell Austria |
| 1º giugno 2006        | 31 maggio 2010   | Jean-Claude Trichet Francia | Lucas Papademos Grecia                     | Jürgen Stark Germania          | Lorenzo Bini Smaghi Italia    | José Manuel González-Páramo Spagna | Gertrude Tumpel-Gugerell Austria |
| 1º giugno 2010        | 31 maggio 2011   | Jean-Claude Trichet Francia | Vítor Manuel Ribeiro Constâncio Portogallo | Jürgen Stark Germania          | Lorenzo Bini Smaghi Italia    | José Manuel González-Páramo Spagna | Gertrude Tumpel-Gugerell Austria |
| 1º giugno 2011        | 31 ottobre 2011  | Jean-Claude Trichet Francia | Vítor Manuel Ribeiro Constâncio Portogallo | Jürgen Stark Germania          | Lorenzo Bini Smaghi Italia    | José Manuel González-Páramo Spagna | Peter Praet Belgio               |
| Presidenza Draghi     |                  |                             |                                            |                                |                               |                                    |                                  |
| 1º novembre 2011      | 31 dicembre 2011 | Mario Draghi Italia         | Vítor Manuel Ribeiro Constâncio Portogallo | Jürgen Stark Germania          | Lorenzo Bini Smaghi Italia    | José Manuel González-Páramo Spagna | Peter Praet Belgio               |
| 1º gennaio 2012       | 31 maggio 2012   | Mario Draghi Italia         | Vítor Manuel Ribeiro Constâncio Portogallo | Jörg Asmussen Germania         | Benoît Cœuré Francia          | José Manuel González-Páramo Spagna | Peter Praet Belgio               |
| 1º giugno 2012        | 14 dicembre 2012 | Mario Draghi Italia         | Vítor Manuel Ribeiro Constâncio Portogallo | Jörg Asmussen Germania         | Benoît Cœuré Francia          | vacante                            | Peter Praet Belgio               |
| 15 dicembre 2012      | 8 gennaio 2014   | Mario Draghi Italia         | Vítor Manuel Ribeiro Constâncio Portogallo | Jörg Asmussen Germania         | Benoît Cœuré Francia          | Yves Mersch Lussemburgo            | Peter Praet Belgio               |
| 9 gennaio 2014        | 26 gennaio 2014  | Mario Draghi Italia         | Vítor Manuel Ribeiro Constâncio Portogallo | vacante                        | Benoît Cœuré Francia          | Yves Mersch Lussemburgo            | Peter Praet Belgio               |
| 27 gennaio 2014       | 31 maggio 2018   | Mario Draghi Italia         | Vítor Manuel Ribeiro Constâncio Portogallo | Sabine Lautenschläger Germania | Benoît Cœuré Francia          | Yves Mersch Lussemburgo            | Peter Praet Belgio               |
| 1º giugno 2018        | 31 maggio 2019   | Mario Draghi Italia         | Luis de Guindos Spagna                     | Sabine Lautenschläger Germania | Benoît Cœuré Francia          | Yves Mersch Lussemburgo            | Peter Praet Belgio               |
| 1º giugno 2019        | 31 ottobre 2019  | Mario Draghi Italia         | Luis de Guindos Spagna                     | Sabine Lautenschläger Germania | Benoît Cœuré Francia          | Yves Mersch Lussemburgo            | Philip Lane Irlanda              |
| Presidenza Lagarde    |                  |                             |                                            |                                |                               |                                    |                                  |
| 1º novembre 2019      | 31 dicembre 2019 | Christine Lagarde Francia   | Luis de Guindos Spagna                     | vacante                        | Benoît Cœuré Francia          | Yves Mersch Lussemburgo            | Philip Lane Irlanda              |
| 1º gennaio 2020       | 14 dicembre 2020 | Christine Lagarde Francia   | Luis de Guindos Spagna                     | Isabel Schnabel Germania       | Fabio Panetta Italia          | Yves Mersch Lussemburgo            | Philip Lane Irlanda              |
| 15 dicembre 2020      | 31 ottobre 2023  | Christine Lagarde Francia   | Luis de Guindos Spagna                     | Isabel Schnabel Germania       | Fabio Panetta Italia          | Frank Elderson Paesi Bassi         | Philip Lane Irlanda              |
| 1º novembre 2023      | in corso         | Christine Lagarde Francia   | Luis de Guindos Spagna                     | Isabel Schnabel Germania       | Piero Cipollone Italia        | Frank Elderson Paesi Bassi         | Philip Lane Irlanda              |

     Mandato attuale